# BNP Paribas Open 2025
BNP Paribas Open 2025, známý jako Indian Wells Masters 2025 či Indian Wells Open 2025, byl tenisový turnaj na profesionálních okruzích mužů ATP Tour a žen WTA Tour, hraný v areálu Indian Wells Tennis Garden. Čtyřicátý devátý ročník mužského a třicátý šestý ročník ženského Indian Wells Masters probíhaly mezi 5. a 16. březnem 2025 v kalifornském Indian Wells. Organizátoři vyměnili původní povrch odolný pouštnímu klimatu. Pomalý Plexipave vyhovující antukářům nahradili středně pomalým Laykoldem, vhodným pro útočnější typy.
Mužská polovina, dotovaná 13 042 410 dolary, otevřela kategorii ATP Tour Masters 1000. Ženská část s odměnami 8 963 700 dolarů patřila do kategorie WTA 1000. Celkové odměny tenistům dosáhly výše 19 387 080 dolarů, znamenající meziroční nárůst o 7,76 %. Nejvýše nasazenými singlisty se stali druhý muž žebříčku Alexander Zverev z Německa a světová jednička Aryna Sabalenková. Jako poslední přímí účastníci do dvouher nastoupili brazilský 76. hráč žebříčku Thiago Seyboth Wild a rumunská 79. žena klasifikace Jaqueline Cristianová.
Ve formě exhibice byla podruhé na program zařazena smíšená čtyřhra, pravidelně hraná pouze na grandslamu, olympijských hrách a United Cupu. Počet párů vůči předchozímu ročníku vzrostl z osmi na dvanáct. V důsledku invaze Ruska na Ukrajinu na konci února 2022 řídící organizace tenisu ATP, WTA a ITF s grandslamy rozhodly, že ruští a běloruští tenisté mohli dále na okruzích startovat, ale do odvolání nikoli pod vlajkami Ruska a Běloruska.
Třetí singlový titul na okruhu ATP Tour vybojoval 23letý Jack Draper. Debutovou výhrou na Mastersech se stal pátým britským šampionem této kategorie, jež mu zajistila premiérový průnik do první světové desítky. Třetí vítězství z dvouhry okruhu WTA Tour získala Mirra Andrejevová, která po triumfu v Dubaji ovládla druhou událost WTA 1000 za sebou. V 17 letech se stala druhou nejmladší přemožitelkou světové jedničky a dvojky v semifinále a finále jediného turnaje od založení žebříčku WTA v roce 1975 po Austinové, a nejmladší přemožitelkou jedničky v dohraném zápase okruhu od Paszekové na Canadian Open 2008. Po skončení jí poprvé patřilo 6. místo.
Pátý společný titul na túře ATP si v mužské čtyřhře připsaly světové jedničky, Salvadorec Marcelo Arévalo s Chorvatem Matem Pavićem, který jako šestý v historii zkompletpval finálové účasti na všech devíti Mastersech. Ženskou deblovou trofej si odvezly Američanka Asia Muhammadová s Nizozemkou Demi Schuursová, které získaly první párový triumf. Smíšenou soutěž ovládli Italové Sara Erraniová s Andreou Vavassorim.

## Rozdělení bodů a finančních odměn

### Rozdělení bodů
| Soutěž       | Soutěž       | vítězové | finalisté | semifinalisté | čtvrtfinalisté | 16 v kole | 32 v kole | 64 v kole | 96 v kole | Q  | Q2 | Q1 |
| ------------ | ------------ | -------- | --------- | ------------- | -------------- | --------- | --------- | --------- | --------- | -- | -- | -- |
| dvouhra mužů | [ 5 ] [ 17 ] | 1000     | 650       | 400           | 200            | 100       | 50        | 30        | 10        | 20 | 10 | 0  |
| čtyřhra mužů | [ 19 ]       | 1000     | 600       | 360           | 180            | 90        | 0         | —         | —         | —  | —  | —  |
| dvouhra žen  | [ 6 ] [ 20 ] | 1000     | 650       | 390           | 215            | 120       | 65        | 35        | 10        | 30 | 20 | 2  |
| čtyřhra žen  | [ 21 ]       | 1000     | 650       | 390           | 215            | 120       | 10        | —         | —         | —  | —  | —  |

Vysvětlivky
1. 1 2  Nasazení s volným losem obdrželi v případě prohry body za první kolo.[18]
2. ↑  Startující na divokou kartu v případě prohry neobrželi žádné body.[18]

### Finanční odměny
| Soutěž                                  | Soutěž       | vítězové    | finalisté | semifinalisté | čtvrtfinalisté | 16 v kole | 32 v kole | 64 v kole | 96 v kole | Q2       | Q1      |
| --------------------------------------- | ------------ | ----------- | --------- | ------------- | -------------- | --------- | --------- | --------- | --------- | -------- | ------- |
| dvouhra mužů                            | [ 5 ] [ 17 ] | 1 201 125 $ | 638 750 $ | 354 850 $     | 202 000 $      | 110 250 $ | 64 500 $  | 37 650 $  | 25 375 $  | 14 730 $ | 7 640 $ |
| dvouhra žen                             | [ 6 ] [ 20 ] | 1 201 125 $ | 638 750 $ | 354 850 $     | 202 000 $      | 110 250 $ | 64 500 $  | 37 650 $  | 25 375 $  | 14 730 $ | 7 640 $ |
| čtyřhra mužů                            | [ 19 ]       | 457 150 $   | 242 020 $ | 129 970 $     | 65 000 $       | 34 850 $  | 19 050 $  | —         | —         | —        | —       |
| čtyřhra žen                             | [ 21 ]       | 457 150 $   | 242 020 $ | 129 970 $     | 65 000 $       | 34 850 $  | 19 050 $  | —         | —         | —        | —       |
| mix                                     | [ 22 ]       | 100 000 $   | 70 000 $  | 40 000 $      | 20 000 $       | 10 000 $  | —         | —         | —         | —        | —       |
| částky ve čtyřhrách jsou uvedeny na pár |              |             |           |               |                |           |           |           |           |          |         |

## Mužská dvouhra

### Nasazení
| Stát                          | Hráč                       | Nasazení | ATP |
| ----------------------------- | -------------------------- | -------- | --- |
| Německo                       | Alexander Zverev           | 1.       | 2.  |
| Španělsko                     | Carlos Alcaraz             | 2.       | 3.  |
| USA                           | Taylor Fritz               | 3.       | 4.  |
| Norsko                        | Casper Ruud                | 4.       | 5.  |
|                               | Daniil Medveděv            | 5.       | 6.  |
| Srbsko                        | Novak Djoković             | 6.       | 7.  |
|                               | Andrej Rubljov             | 7.       | 8.  |
| Řecko                         | Stefanos Tsitsipas         | 8.       | 9.  |
| Austrálie                     | Alex de Minaur             | 9.       | 10. |
| USA                           | Tommy Paul                 | 10.      | 11. |
| USA                           | Ben Shelton                | 11.      | 12. |
| Dánsko                        | Holger Rune                | 12.      | 13. |
| Spojené království            | Jack Draper                | 13.      | 14. |
| Bulharsko                     | Grigor Dimitrov            | 14.      | 15. |
| Itálie                        | Lorenzo Musetti            | 15.      | 16. |
| USA                           | Frances Tiafoe             | 16.      | 17. |
| Kanada                        | Félix Auger-Aliassime      | 17.      | 18. |
| Francie                       | Ugo Humbert                | 18.      | 19. |
| Česko                         | Tomáš Macháč               | 19.      | 20. |
| Francie                       | Arthur Fils                | 20.      | 21. |
| Polsko                        | Hubert Hurkacz             | 21.      | 22. |
|                               | Karen Chačanov             | 22.      | 23. |
| Česko                         | Jiří Lehečka               | 23.      | 24. |
| USA                           | Sebastian Korda            | 24.      | 25. |
| Argentina                     | Francisco Cerúndolo        | 25.      | 26. |
| Austrálie                     | Alexei Popyrin             | 26.      | 27. |
| Kanada                        | Denis Shapovalov           | 27.      | 28. |
| Itálie                        | Matteo Berrettini          | 28.      | 29. |
| Francie                       | Giovanni Mpetshi Perricard | 29.      | 30. |
| Chile                         | Alejandro Tabilo           | 30.      | 31. |
| USA                           | Alex Michelsen             | 31.      | 32. |
| USA                           | Brandon Nakashima          | 32.      | 33. |
| Žebříček ATP k 3. březnu 2025 |                            |          |     |

### Jiné formy účasti
Následující hráčí obdrželi divokou kartu do hlavní soutěže:
- Nishesh Basavareddy
- Tristan Boyer
- João Fonseca
- Mackenzie McDonald
- Reilly Opelka

Následující hráči nastoupili pod žebříčkovou ochranou:
- Jenson Brooksby
- Nick Kyrgios

Následující hráči postoupili z kvalifikace:
- Josuke Watanuki
- Kamil Majchrzak
- Matteo Gigante
- Ethan Quinn
- Damir Džumhur
- Hugo Gaston
- Colton Smith
- Li Tu
- Adam Walton
- Giulio Zeppieri
- Pablo Carreño Busta
- Nikoloz Basilašvili

Následující hráči postoupili z kvalifikace jako šťastní poražení:
- Gabriel Diallo
- Botic van de Zandschulp

### Odhlášení
před zahájením turnaje
- Facundo Díaz Acosta → nahradil jej  Botic van de Zandschulp
- Nicolás Jarry → nahradil jej  Learner Tien
- Thanasi Kokkinakis → nahradil jej  Dušan Lajović
- Kamil Majchrzak → nahradil jej  Gabriel Diallo
- Jošihito Nišioka → nahradil jej  Christopher O'Connell
- Reilly Opelka → nahradil jej  Jacob Fearnley
- Jannik Sinner → nahradil jej  Luca Nardi
- Šang Ťün-čcheng → nahradil jej  Alexandr Ševčenko

## Mužská čtyřhra

### Nasazení
| Stát                                                                                   | Hráč              | Stát               | Hráč             | ATP | Nasazení |
| -------------------------------------------------------------------------------------- | ----------------- | ------------------ | ---------------- | --- | -------- |
| Salvador                                                                               | Marcelo Arévalo   | Chorvatsko         | Mate Pavić       | 2.  | 1.       |
| Finsko                                                                                 | Harri Heliövaara  | Spojené království | Henry Patten     | 7.  | 2.       |
| Itálie                                                                                 | Simone Bolelli    | Itálie             | Andrea Vavassori | 15. | 3.       |
| Španělsko                                                                              | Marcel Granollers | Argentina          | Horacio Zeballos | 19. | 4.       |
| Chorvatsko                                                                             | Nikola Mektić     | Nový Zéland        | Michael Venus    | 26. | 5.       |
| Spojené království                                                                     | Julian Cash       | Spojené království | Lloyd Glasspool  | 32. | 6.       |
| Argentina                                                                              | Máximo González   | Argentina          | Andrés Molteni   | 48. | 7.       |
| Spojené království                                                                     | Joe Salisbury     | Spojené království | Neal Skupski     | 48. | 8.       |
| Žebříček ATP k 3. březnu 2025; číslo je součtem žebříčkového postavení obou členů páru |                   |                    |                  |     |          |

### Jiné formy účasti
Následující páry obdržely divokou kartu:
- Marcos Giron /  Learner Tien
- Christian Harrison /  Evan King
- Karen Chačanov /   Andrej Rubljov

Následující páry nastoupily z pozice náhradníků:
- Juki Bhambri /  André Göransson
- Alexander Erler /  Constantin Frantzen
- Fernando Romboli /  John-Patrick Smith
- Ryan Seggerman /  Patrik Trhac

### Odhlášení
před zahájením turnaje
- Francisco Cerúndolo /  Frances Tiafoe → nahradili je  Fernando Romboli /  John-Patrick Smith
- Flavio Cobolli /  Lorenzo Musetti → nahradili je  Juki Bhambri /  André Göransson
- Grigor Dimitrov /  Jean-Julien Rojer → nahradili je  Luciano Darderi /  Grigor Dimitrov
- Taylor Fritz /  Tommy Paul → nahradili je  Pedro Martínez /  Giovanni Mpetshi Perricard
- Marcos Giron /  Learner Tien → nahradili je  Ryan Seggerman /  Patrik Trhac
- Kevin Krawietz /  Tim Pütz → nahradili je  Sebastián Báez /  Tomás Martín Etcheverry
- Alex Michelsen /  Ben Shelton → nahradili je  Alexander Erler /  Constantin Frantzen

## Ženská dvouhra

### Nasazení
| Stát                          | Hráčka                   | Nasazení | WTA |
| ----------------------------- | ------------------------ | -------- | --- |
|                               | Aryna Sabalenková        | 1.       | 1.  |
| Polsko                        | Iga Świąteková           | 2.       | 2.  |
| USA                           | Coco Gauffová            | 3.       | 3.  |
| USA                           | Jessica Pegulaová        | 4.       | 4.  |
| USA                           | Madison Keysová          | 5.       | 5.  |
| Itálie                        | Jasmine Paoliniová       | 6.       | 6.  |
| Kazachstán                    | Jelena Rybakinová        | 7.       | 7.  |
| Čína                          | Čeng Čchin-wen           | 8.       | 9.  |
|                               | Mirra Andrejevová        | 9.       | 11. |
| USA                           | Emma Navarrová           | 10.      | 8.  |
| Španělsko                     | Paula Badosová           | 11.      | 10. |
|                               | Darja Kasatkinová        | 12.      | 12. |
|                               | Diana Šnajderová         | 13.      | 13. |
| USA                           | Danielle Collinsová      | 14.      | 14. |
| Česko                         | Karolína Muchová         | 15.      | 15. |
| Brazílie                      | Beatriz Haddad Maiová    | 16.      | 17. |
| USA                           | Amanda Anisimovová       | 17.      | 18. |
| Ukrajina                      | Marta Kosťuková          | 18.      | 24. |
| Chorvatsko                    | Donna Vekićová           | 19.      | 22. |
|                               | Jekatěrina Alexandrovová | 20.      | 19. |
| Kazachstán                    | Julia Putincevová        | 21.      | 20. |
| Dánsko                        | Clara Tausonová          | 22.      | 21. |
| Ukrajina                      | Elina Svitolinová        | 23.      | 23. |
|                               | Ljudmila Samsonovová     | 24.      | 25. |
| Spojené království            | Katie Boulterová         | 25.      | 38. |
| Lotyšsko                      | Jeļena Ostapenková       | 26.      | 26. |
| Kanada                        | Leylah Fernandezová      | 27.      | 27. |
| Belgie                        | Elise Mertensová         | 28.      | 28. |
| Řecko                         | Maria Sakkariová         | 29.      | 29. |
| Polsko                        | Magdalena Fręchová       | 30.      | 30. |
| Česko                         | Linda Nosková            | 31.      | 31. |
| Tunisko                       | Ons Džabúrová            | 32.      | 32. |
| Žebříček WTA k 3. březnu 2025 |                          |          |     |

### Jiné formy účasti
Následující hráčky obdržely divokou kartu do hlavní soutěže:
- Belinda Bencicová
- Caroline Dolehideová
- Iva Jovicová
- Petra Kvitová
- Robin Montgomeryová
- Alycia Parksová
- Bernarda Peraová
- Sloane Stephensová

Následující hráčky nastoupily pod žebříčkovou ochranou:
- Irina-Camelia Beguová
- Lauren Davisová
- Julia Grabherová
- Caty McNallyová

Následující hráčky postoupily z kvalifikace:
- Hailey Baptisteová
- Kimberly Birrellová
- María Lourdes Carléová
- Viktorija Golubicová
- Maddison Inglisová
- Maya Jointová
- Clervie Ngounoueová
- Jule Niemeierová
- Varvara Lepčenková
- Claire Liuová
- Whitney Osuigweová
- Ajla Tomljanovićová

Následující hráčky postoupily z kvalifikace jako šťastné poražené:
- Sonay Kartalová
- Eva Lysová

### Odhlášení
před zahájením turnaje
- Paula Badosová → nahradila ji  Eva Lysová
- Barbora Krejčíková → nahradila ji  Julia Grabherová
- Anastasija Pavljučenkovová → nahradila ji  Tatjana Mariová
- Karolína Plíšková → nahradila ji  Sofia Keninová
- Sloane Stephensová → nahradila ji  Sonay Kartalová
- Markéta Vondroušová → nahradila ji  Caroline Garciaová

## Ženská čtyřhra

### Nasazení
| Stát                                                                         | Hráčka             | Stát        | Hráčka                 | WTA | Nasazení |
| ---------------------------------------------------------------------------- | ------------------ | ----------- | ---------------------- | --- | -------- |
| Česko                                                                        | Kateřina Siniaková | USA         | Taylor Townsendová     | 3.  | 1.       |
| Kanada                                                                       | Gabriela Dabrowská | Nový Zéland | Erin Routliffeová      | 7.  | 2.       |
| Itálie                                                                       | Sara Erraniová     | Itálie      | Jasmine Paoliniová     | 13. | 3.       |
| Lotyšsko                                                                     | Jeļena Ostapenková | Austrálie   | Ellen Perezová         | 14. | 4.       |
| Čínská Tchaj-pej                                                             | Sie Šu-wej         | Čína        | Čang Šuaj              | 24. | 5.       |
| Čínská Tchaj-pej                                                             | Čan Chao-čching    |             | Veronika Kuděrmetovová | 28. | 6.       |
| Kazachstán                                                                   | Anna Danilinová    |             | Irina Chromačovová     | 35. | 7.       |
| USA                                                                          | Sofia Keninová     | Ukrajina    | Ljudmyla Kičenoková    | 35. | 8.       |
| Žebříček WTA k 3. březnu 2025; číslo je součtem umístění obou členek dvojice |                    |             |                        |     |          |

### Jiné formy účasti
Následující páry obdržely divokou kartu:
- Ons Džabúrová /  Jule Niemeierová
- Makenna Jonesová /  McCartney Kesslerová
- Anna Kalinská /  Caty McNallyová

Následující pár nastoupil pod  žebříčkovou ochranou:
- Sü I-fan /  Jang Čao-süan

## Smíšená čtyřhra

### Nasazení
| Stát                                                                        | Hráčka                   | Stát               | Hráč             | WTA+ATP | Nasazení |
| --------------------------------------------------------------------------- | ------------------------ | ------------------ | ---------------- | ------- | -------- |
| Itálie                                                                      | Sara Erraniová           | Itálie             | Andrea Vavassori | 13.     | 1.       |
| Nový Zéland                                                                 | Erin Routliffeová        | Nový Zéland        | Michael Venus    | 18.     | 2.       |
| USA                                                                         | Bethanie Mattek-Sandsová | Chorvatsko         | Mate Pavić       | 24.     | 3.       |
| USA                                                                         | Desirae Krawczyková      | Spojené království | Neal Skupski     | 27.     | 4.       |
| Žebříček WTA k 3. březnu 2025; číslo je součtem umístění obou členů dvojice |                          |                    |                  |         |          |

### Jiné formy účasti
Následující páry obdržely divokou kartu:
- Carson Branstineová /  Nikola Mektić
- Storm Hunterová /  Matthew Ebden

## Přehled finále

### Mužská dvouhra
- Jack Draper vs.  Holger Rune, 6–2, 6–2

### Ženská dvouhra
- Mirra Andrejevová vs.   Aryna Sabalenková,  2–6, 6–4, 6–3

### Mužská čtyřhra
- Marcelo Arévalo /  Mate Pavić vs.  Sebastian Korda /  Jordan Thompson, 6–3, 6–4

### Ženská čtyřhra
- Asia Muhammadová /  Demi Schuursová vs.  Tereza Mihalíková /  Olivia Nichollsová, 6–2, 7–6(7–4)

### Smíšená čtyřhra
- Sara Erraniová /  Andrea Vavassori vs.  Bethanie Matteková-Sandsová /  Mate Pavić, 6–7(3–7), 6–3, [10–8]